# دولت در تبعید
دولت در تبعید (انگلیسی: Government in exile) دولتی است که خارج از سرزمین خود تشکیل شده‌است. اما قدرت قانونی ندارد و در یک کشور خارجی به سر می برند. این دولت ها معمولا قصد دارند روزی به کشور خود بازگردند و قدرت رسمی را دوباره به دست گیرند.
دولت‌های در تبعید و سازمان‌های مرتبط با آن، از استراتژی‌هایی مانند گزارش‌های تحقیقی و بسیج مهاجران برای حفظ وجهه سیاسی، جذب حامیان و رسیدگی به چالش‌های اخلاقی و عملیاتی استفاده می‌کنند. 
دولت‌های در تبعید معمولاً در طول اشغال در زمان جنگ یا پس از جنگ داخلی، انقلاب یا کودتای نظامی رخ می‌دهند. به عنوان مثال، در طول گسترش و پیشروی آلمان در جنگ جهانی دوم، برخی از دولت‌های اروپایی به جای مواجهه با نابودی به دست آلمان نازی، به بریتانیا پناه بردند. از سوی دیگر، دولت موقت هند آزاد که توسط سوبهاش چاندرا بوز اعلام شد، به دنبال استفاده از حمایت ژاپنی‌های مهاجم برای به دست گرفتن کنترل کشور از آنچه اشغالگران بریتانیایی می‌دانست، بود و در سال پایانی جنگ جهانی دوم، پس از بیرون رانده شدن آلمان نازی از فرانسه، بقایای دولت ویشی طرفدار نازی‌ها را به عنوان یک دولت در تبعید فرانسه در منطقه محصور زیگمارینگن حفظ کرد.
یک دولت در تبعید همچنین ممکن است از باور گسترده به عدم مشروعیت دولت حاکم تشکیل شود. به عنوان مثال، به دلیل وقوع جنگ داخلی سوریه در سال ۲۰۱۱، ائتلاف ملی نیروهای انقلابی و مخالف سوریه توسط گروه‌هایی تشکیل شد که اعضای آن به دنبال پایان دادن به حکومت حزب بعث حاکم بودند.
دولت‌های در تبعید ممکن است از سوی کشورهای دیگر به رسمیت شناخته شوند یا نشوند. اثربخشی یک دولت در تبعید در درجه اول به میزان حمایتی که دریافت می‌کند، چه از دولت‌های خارجی و چه از مردم کشور خود، بستگی دارد. برخی از دولت‌های تبعیدی به نیرویی قدرتمند تبدیل می‌شوند و چالشی جدی برای رژیم حاکم در کشور ایجاد می‌کنند، در حالی که برخی دیگر عمدتاً به عنوان یک حرکت نمادین حفظ می‌شوند.
دولت‌های در تبعید، قدمتی پیش از کاربرد رسمی این اصطلاح دارند. در دوره‌های حکومت سلطنتی، پادشاهان یا سلسله‌های تبعیدی گاهی دادگاه‌های تبعید تشکیل می‌دادند، همانطور که خاندان استوارت هنگام رانده شدن از تخت سلطنت توسط الیور کرامول و دوباره در انقلاب باشکوه این کار را کردند. خاندان بوربون نمونه دیگری از این موارد است زیرا پس از آن، همچنان توسط سایر کشورها به عنوان دولت مشروع فرانسه شناخته می‌شد. این امر در طول حکومت ناپلئون بناپارت و جنگ‌های ناپلئونی از ۱۸۰۳-۱۸۰۴ تا ۱۸۱۵ ادامه یافت. با گسترش سلطنت مشروطه، دولت‌های سلطنتی که در تبعید بودند، مانند دولت هلند در طول جنگ جهانی دوم به ریاست پیتر سیوردز گربراندی، شروع به تشکیل نخست وزیر کردند.
پایتخت یک دولت در تبعید، پایتخت در تبعید نامیده می‌شود که خارج از قلمرو اعلام‌شده‌ی آن دولت واقع شده است. این با پایتخت موقت که در جایی درون قلمرو تحت کنترل دولت قرار دارد، متفاوت است.